# Odbitka graficzna
Odbitka graficzna, rycina – odbitka wykonana z matrycy (formy drukowej, płyty graficznej, negatywu), efekt procesu drukowania.

## Oryginalność odbitki
Trudno jest określić jednoznacznie, czym jest oryginalna odbitka graficzna. Różne instytucje czy organizacje starają się określić zasady rozróżniania odbitki oryginalnej od reprodukcji w celu stworzenia warunków ochrony dzieła artystycznego. Międzynarodowe Stowarzyszenie Sztuk Plastycznych (AIAP, Association Internationale des Arts Plastiques) ustaliło, że tylko autor ma prawo określić nakład, a oryginalna odbitka musi być przez niego sygnowana, należy też podać kolejny numer odbitki i nakład. Ponadto należy przekreślić płytę graficzną lub oznaczyć ją w inny sposób, aby było pewne, że nakład jest wyczerpany.

## Rodzaje odbitek
Wyróżnia się różne rodzaje odbitek:
- próbna (stanowa) – wykonana przed ukończeniem matrycy,
- contre-épreuve – wykonana z odbitki, lustrzane odwrócenie rysunku,
- avant la lettre (przed tekstem) – wykonana przed wygrawerowaniem tekstu towarzyszącego czasem rycinie
- avec la lettre – wykonana po wygrawerowaniu tekstu (np. podpisów, dedykacji, adresu)
- weryfikacyjna – wykonana po unieważnieniu negatywu

## Sygnowanie odbitek
Odbitki zaczęto sygnować w połowie XV wieku. Pierwsze sygnatury były monogramami włączonymi do kompozycji rysunku. Później pojawiły się podpisy twórców danej grafiki uwieczniane na matrycy pod rysunkiem, przy czym odpowiednie skróty łacińskie określały rolę każdego z nich:
- pinx. – pinxit – namalował
- del. lub delin. – delineavit – narysował
- inv. – invenit – wymyślił
- sc. lub sculps. – sculpsit – wyciął
- inc. – incidit' – wygrawerował
- f., fe. lub fec. – fecit – wykonał
- lith. – litografował

Dodatkowo mogły być umieszczone nazwiska drukarza i wydawcy ze skrótami:
- im. – impressit – wydrukował
- e. lub ex. – excudebat, excudit.

Od końca XIX wieku odbitki są sygnowane własnoręcznym podpisem.